# Bogd Khan Uul

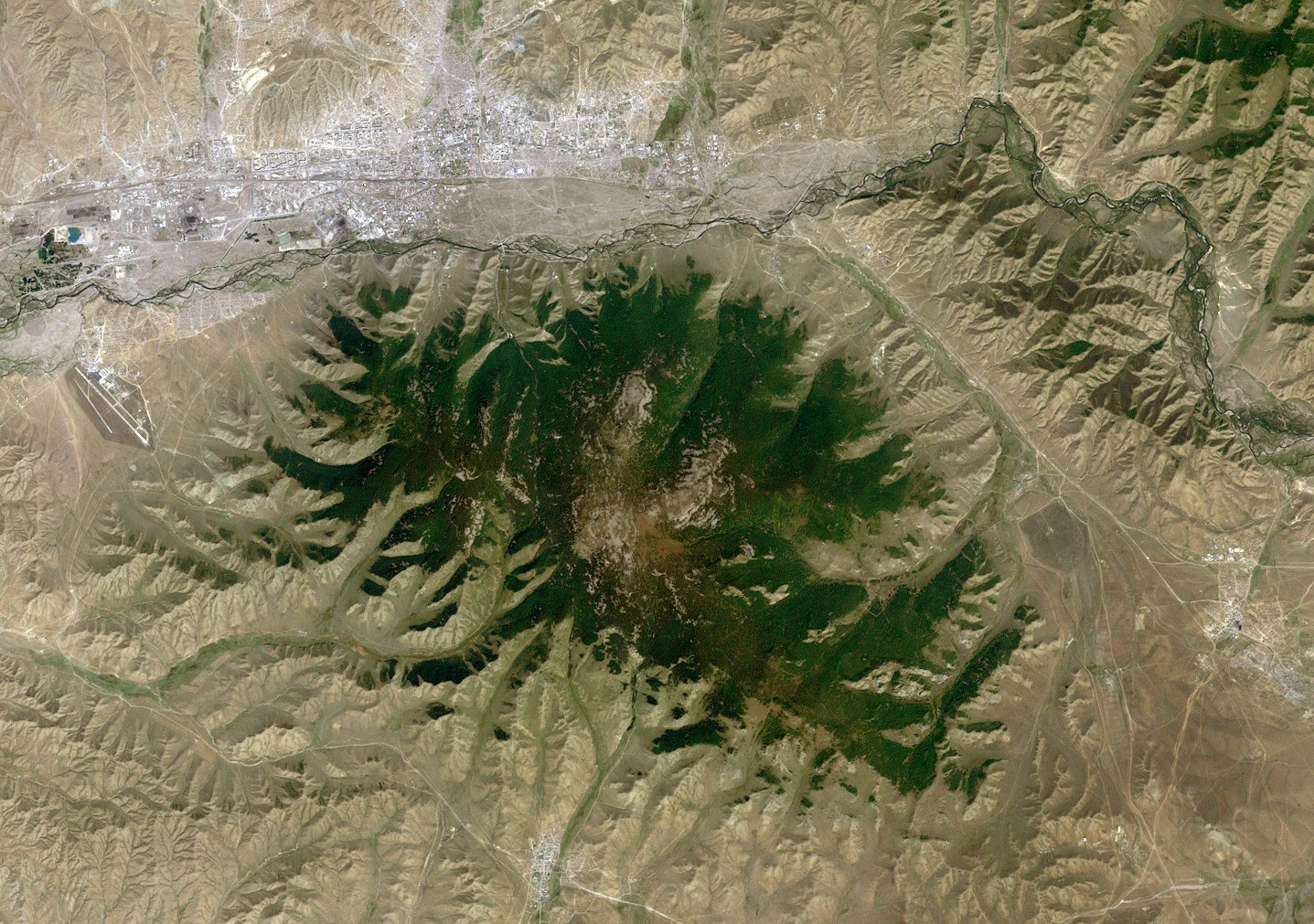
La muntanya Bogd es troba al centre d'aquesta imatge, Ulaanbaatar es troba a la cantonada nord-oest

La Muntanya Bogd Khan (en mongol: Богд хан уул, literalment " Muntanya Sant kan") és una muntanya de Mongòlia que es veu des de la capital, Ulaanbaatar, a 914 metres per sobre del nivell de la ciutat i a 2.221 m d'altitud sobre el nivell del mar. Forma part de les Muntanyes Khentii.

## Patrimoni de la Humanitat
La muntanya Bogd Khan, junt amb altres Muntanyes sagrades de Mongòlia Burkhan Khaldun i Otgontenger, va ser declarada Patrimoni de la Humanitat per la UNESCO el 6 d'agost de 1996. L'any 1783 el govern de Mongòlia va fer d'aquesta muntanya un Parc Nacional essent, doncs, el Parc Nacional més antic del món.